# فهرست ایالت‌های آلمان بر پایه شاخص توسعه انسانی

نقشه ایالت‌های آلمان بر پایه شاخص توسعه انسانی در سال ۲۰۱۷ راهنما:
> 0.949
0.949 – 0.930
0.929 – 0.910
<0.909

در اینجا فهرستی از ایالت‌های آلمان بر پایه شاخص توسعه انسانی براساس آمار سال ۲۰۱۸ گردآوری شده‌است. همه ایالت‌های آلمان دارای شاخص بسیار بالا (بیش از ۰٫۸۰۰) هستند.

## فهرست
| رتبه                         | ایالت                        | شاخص توسعه انسانی (۲۰۱۸)     | کشور هم‌تراز                   |
| شاخص توسعه انسانی بسیار بالا | شاخص توسعه انسانی بسیار بالا | شاخص توسعه انسانی بسیار بالا | شاخص توسعه انسانی بسیار بالا  |
| ---------------------------- | ---------------------------- | ---------------------------- | ----------------------------- |
| ۱                            | هامبورگ                      | ۰٫۹۷۵                        | نروژ                          |
| ۲                            | بادن-وورتمبرگ                | ۰٫۹۵۳                        | نروژ                          |
| ۳                            | برمن (ایالت)                 | ۰٫۹۵۱                        | نروژ                          |
| ۴                            | برلین                        | ۰٫۹۵۰                        | سوئیس                         |
| ۵                            | هسن                          | ۰٫۹۴۹                        | سوئیس                         |
| ۶                            | بایرن                        | ۰٫۹۴۷                        | سوئیس                         |
|                              | آلمان                        | ۰٫۹۳۹                        | جمهوری ایرلند                 |
| ۷                            | نوردراین-وستفالن             | ۰٫۹۳۶                        | سنگاپور                       |
| ۸                            | زارلاند                      | ۰٫۹۳۱                        | دانمارک                       |
| ۹                            | زاکسن                        | ۰٫۹۳۰                        | دانمارک                       |
| ۱۰                           | راینلاند فالتس               | ۰٫۹۲۸                        | دانمارک                       |
| ۱۱                           | نیدرزاکسن                    | ۰٫۹۲۲                        | کانادا                        |
| ۱۲                           | تورینگن                      | ۰٫۹۲۱                        | نیوزیلند                      |
| ۱۳                           | شلسویگ-هولشتاین              | ۰٫۹۲۰                        | بریتانیا، ایالات متحده آمریکا |
| ۱۴                           | براندنبورگ                   | ۰٫۹۱۴                        | اتریش                         |
| ۱۵                           | مکلنبورگ-فورپومرن            | ۰٫۹۱۰                        | لوکزامبورگ                    |
| ۱۶                           | زاکسن-آنهالت                 | ۰٫۹۰۸                        | لوکزامبورگ                    |

## پیشرفت بین ۱۹۹۵–۲۰۱۵
شاخص توسعه انسانی ایالت‌های آلمان از ۱۹۹۵:
| ایالت             | ۱۹۹۵  | ۲۰۰۰  | ۲۰۰۵  | ۲۰۱۰  | ۲۰۱۵  | افزایش بین ۱۹۹۵–۲۰۱۵ |
| ----------------- | ----- | ----- | ----- | ----- | ----- | -------------------- |
| هامبورگ           | ۰٫۸۷۴ | ۰٫۸۹۶ | ۰٫۹۳۴ | ۰٫۹۵۳ | ۰٫۹۶۴ | ۰٫۰۹۰                |
| بادن-وورتمبرگ     | ۰٫۸۴۷ | ۰٫۸۷۲ | ۰٫۹۰۵ | ۰٫۹۲۶ | ۰٫۹۴۱ | ۰٫۰۹۴                |
| برمن (ایالت)      | ۰٫۸۵۳ | ۰٫۸۷۹ | ۰٫۹۱۰ | ۰٫۹۳۰ | ۰٫۹۳۸ | ۰٫۰۸۵                |
| هسن               | ۰٫۸۴۹ | ۰٫۸۷۵ | ۰٫۹۰۸ | ۰٫۹۲۶ | ۰٫۹۳۵ | ۰٫۰۸۶                |
| بایرن             | ۰٫۸۳۵ | ۰٫۸۶۱ | ۰٫۸۹۴ | ۰٫۹۱۶ | ۰٫۹۳۳ | ۰٫۰۹۸                |
| برلین             | ۰٫۸۴۰ | ۰٫۸۶۶ | ۰٫۸۹۷ | ۰٫۹۱۹ | ۰٫۹۳۲ | ۰٫۰۹۲                |
| نوردراین-وستفالن  | ۰٫۸۳۴ | ۰٫۸۶۰ | ۰٫۸۹۱ | ۰٫۹۱۰ | ۰٫۹۲۴ | ۰٫۰۹۰                |
| زاکسن             | ۰٫۸۳۰ | ۰٫۸۵۵ | ۰٫۸۸۷ | ۰٫۹۰۴ | ۰٫۹۱۶ | ۰٫۰۸۶                |
| راینلاند فالتس    | ۰٫۸۲۳ | ۰٫۸۴۹ | ۰٫۸۷۹ | ۰٫۹۰۱ | ۰٫۹۱۴ | ۰٫۰۹۱                |
| زارلاند           | ۰٫۸۲۴ | ۰٫۸۴۹ | ۰٫۸۸۰ | ۰٫۹۰۱ | ۰٫۹۱۴ | ۰٫۰۹۰                |
| نیدرزاکسن         | ۰٫۸۱۹ | ۰٫۸۴۴ | ۰٫۸۷۵ | ۰٫۸۹۶ | ۰٫۹۱۲ | ۰٫۰۹۳                |
| شلسویگ-هولشتاین   | ۰٫۸۲۰ | ۰٫۸۴۶ | ۰٫۸۷۷ | ۰٫۸۹۳ | ۰٫۹۰۷ | ۰٫۰۸۷                |
| تورینگن           | ۰٫۸۱۵ | ۰٫۸۴۷ | ۰٫۸۷۳ | ۰٫۸۹۲ | ۰٫۹۰۶ | ۰٫۰۹۱                |
| براندنبورگ        | ۰٫۸۱۱ | ۰٫۸۳۶ | ۰٫۸۶۸ | ۰٫۸۸۸ | ۰٫۹۰۲ | ۰٫۰۹۱                |
| مکلنبورگ-فورپومرن | ۰٫۸۰۶ | ۰٫۸۳۱ | ۰٫۸۶۳ | ۰٫۸۸۴ | ۰٫۸۹۷ | ۰٫۰۹۱                |
| زاکسن-آنهالت      | ۰٫۸۰۷ | ۰٫۸۳۲ | ۰٫۸۶۲ | ۰٫۸۸۳ | ۰٫۸۹۵ | ۰٫۰۸۸                |
| آلمان             | ۰٫۸۳۴ | ۰٫۸۶۰ | ۰٫۸۹۲ | ۰٫۹۱۲ | ۰٫۹۲۶ | ۰٫۰۹۲                |